# Anomala discoidalis
Anomala discoidalis är en skalbaggsart som beskrevs av Bates 1888. Anomala discoidalis ingår i släktet Anomala och familjen Rutelidae. Inga underarter finns listade i Catalogue of Life.